# Бунун
Бунуни (кин: 布農, пинјин: Bùnóng) или Вонуми су тајвански староседеоци, најпознатији по својој софистицираној полифонској вокалној музици. За разлику од осталих тајванских староседелаца, овај народ је раштркан по горјима централног дела Тајвана. Укупно их има око 57.000, и четврти су народ по бројности међу тајванским староседеоцима, чинећи око 8% њиховог укупног броја. Већином су хришћанске вероисповести, али има и анимиста. Говоре бунунским језиком, који припада формошкој подгрупи малајско-полинежанске групе аустронезијске породице језика. 
Као и код осталих тајванских староседелаца, бракови између Хан Кинеза и Бунунаца су чести. Имају својих пет заједница - Такбунуз (Takbunuaz), Такитуду (Takituduh), Такибака (Takibaka), Такиватан (Takivatan), Избукун (Isbukun).
Историјски су били познати као вонум.